# American Society for Gastrointestinal Endoscopy
La American Society for Gastrointestinal Endoscopy es una organización profesional de médicos dedicados a la realización de endoscopía digestiva. Está formada principalmente por gastroenterólogos de los Estados Unidos de América, sin embargo hay miembros internacionales y algunos miembros de otras especialidades que también practican la endoscopia digestiva.
La traducción del nombre al español sería: Sociedad Estadounidense de Endoscopía Gastrointestinal.